# Cascata di Farfarà
La cascata di Farfarà è una cascata situata in Lunigiana nel torrente Verde, oltre il paese di Cervara ed il  Lago Verde.
Essa prende il nome da un gruppo di cascinali immersi nel bosco ed ha un'altezza approssimativa di 45 metri che ogni anno attira centinaia di turisti che ammirano, fra l'altro, il paesaggio incontaminato nel quale si trova.
Per arrivare in loco è necessario, da Pontremoli, percorrere la strada provinciale che attraversa località  Casa Corvi ed i borghi della valle del Verde. Una volta arrivati a Cervara, ultimo in ordine di altezza sul livello del mare, proseguire in direzione Lago Verde. Una volta arrivati è necessario proseguire, per circa un chilometro, seguendo le segnalazioni: si raccomanda, da Cervara in avanti, di essere dotati di mezzi di trasporto adeguati (fuoristrada o vetture prive di assetti ribassati) in quanto si tratta di una strada sterrata.